# Skušovke
Skušovke (lat. Scombridae), porodica riba iz reda Perciformes ili grgečki. Dužina riba ove porodice od roda do roda je veoma različita, od 20 centimetara pa do preko 4.5 metara.
Sastoji se od 15 rodova među kojima postoji i dvije potporodice, Gasterochismatinae i Scombrinae.

## Rodovi
1. Rod Acanthocybium Gill, 1862
2. Rod †Acanthonemus Agassiz 1835
3. Rod Allothunnus Serventy, 1948
4. Rod †Amphistium Agassiz 1835
5. Rod Auxis Cuvier, 1829
6. Rod †Carangopsis Agassiz, 1835
7. Rod †Coelogaster Agassiz 1835
8. Rod Cybiosarda Whitley, 1935
9. Rod †Cybium Cuvier 1829
10. Rod †Ductor Agassiz 1835
11. Rod Euthynnus Lütken in Jordan & Gilbert, 1883
12. Rod Gasterochisma Richardson, 1845
13. Rod †Gasteronemus Agassiz 1835
14. Rod Grammatorcynus Gill, 1862
15. Rod Gymnosarda Gill, 1862
16. Rod Katsuwonus Kishinouye, 1915
17. Rod †Mesogaster Agassiz 1835
18. Rod Orcynopsis Gill, 1862
19. Rod Rastrelliger Jordan & Starks, 1908
20. Rod †Rhamphognathus Agassiz 1835
21. Rod Sarda Cuvier, 1829; palamida, polanda, bonito.
22. Rod Scomber Linnaeus, 1758;  skuša
23. Rod Scomberomorus Lacépède, 1801
24. Rod †Scombrinus Woodward 1901
25. Rod †Sphyraenodus Agassiz 1843
26. Rod Thunnus South, 1845;  tuna
27. Rod †Wetherellus Casier 1966
28. Rod †Woodwardella Casier 1966
29. Rod †Xiphopterus Agassiz 1835